# Opera Kolping internazionale
L'Opera Kolping internazionale (in tedesco Internationales Kolpingwerk, sigla I.K.W.) è un'associazione internazionale di fedeli di diritto pontificio.

## Storia

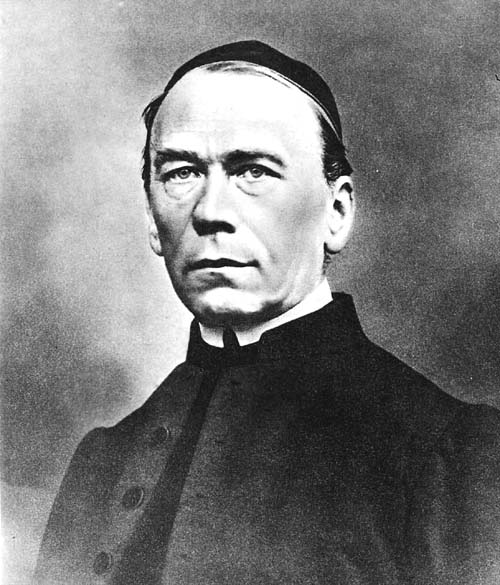
Adolph Kolping

L'associazione fu fondata nel 1849 a Colonia dal sacerdote Adolph Kolping per l'assistenza materiale e spirituale ai giovani apprendisti artigiani.
Il fondatore è stato beatificato da papa Giovanni Paolo II nel 1991.

## Attività e diffusione
I membri sono riuniti, a livello parrocchiale, in "famiglie Kolping" che, raggruppate su base diocesana, formano le "Società Kolping"; se in un paese sono presenti almeno dieci Società Kolping diocesane, queste si riuniscono in "Società Kolping nazionali". I rappresentanti delle Società Kolping nazionali costituiscono il Consiglio di amministrazione che elegge il Consiglio esecutivo, composto da sette membri tra cui il Praeses generale, il sacerdote successore di Adolph Kolping
Conta circa 450 000 membri riuniti in 5 000 Famigle Kolping diffuse in 54 paesi di Europa, Asia, Africa e Americhe. La sede centrale dell'associazione è in Kolpingplatz a Colonia.